# グレッグ・ビッフル

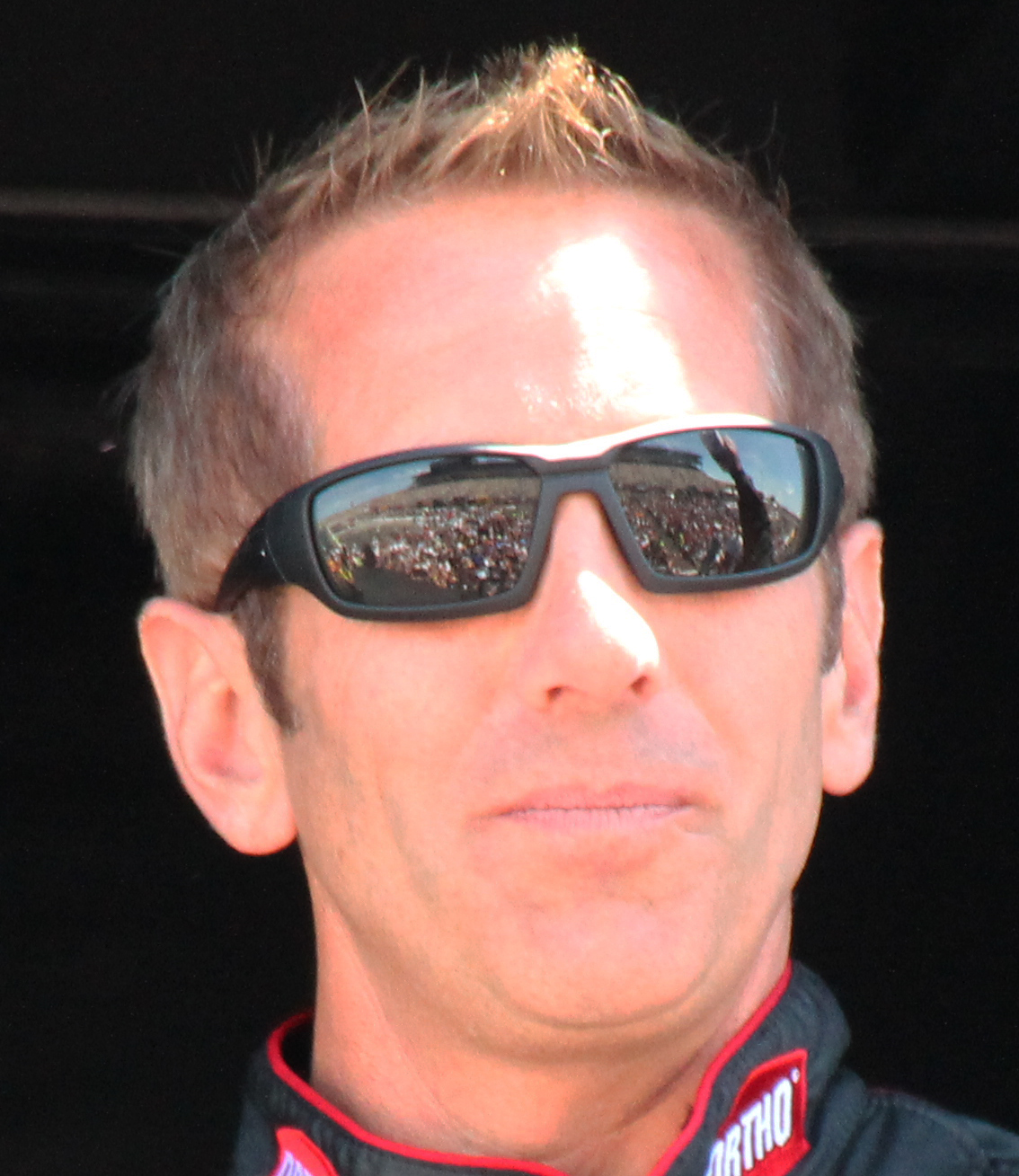
2015

グレッグ・ビッフル（Gregory Jack "Greg" Biffle 1969年12月23日 - ）は、アメリカ合衆国（ワシントン州）出身のNASCARドライバー。2010年は、Roush Fenway Racing（フォード）より、スプリントカップシリーズに参戦。

## 経歴
1998年クラフトマン・カスタム・トラック・シリーズルーキーオブザイヤー、2000年クラフトマン・カスタム・トラック・シリーズ年間チャンピオン。2001年ブッシュ・シリーズルーキーオブザイヤー、2002年ブッシュシ・リーズ年間チャンピオン。2010年スプリントカップシリーズ参戦ドライバーで唯一人、NASCARの3大カップシリーズ年間チャンピオン獲得の可能性を有する。

## 戦績
- 2002年　ウインストンカップ　初参戦
- 2003年　ウインストンカップ　年間ランキング20位（1勝）
- 2004年　ネクステルカップ　年間ランキング17位（2勝）
- 2005年　ネクステルカップ　年間ランキング2位（6勝）
- 2006年　ネクステルカップ　年間ランキング13位（2勝）
- 2007年　ネクステルカップ　年間ランキング14位（1勝）
- 2008年　スプリントカップ　年間ランキング3位（2勝）
- 2009年　スプリントカップ　年間ランキング7位（0勝）
- 2010年　スプリントカップ　年間ランキング6位（2勝）
- 2011年　スプリントカップ　年間ランキング16位（0勝）

通算15勝　2012年4月8日現在